# Dinosaurier 3D – Im Reich der Giganten
Dinosaurier 3D – Im Reich der Giganten (orig.: Walking with Dinosaurs: The 3D Movie) ist ein britisch-US-amerikanisch-australischer Computeranimationsfilm von BBC Earth, Evergreen Studios und Animal Logic aus dem Jahr 2013 unter dem Label Walking with Dinosaurs, das vor allem für die wissenschaftliche Doku-Serie gleichen Namens bekannt ist.

## Handlung
Im Vordergrund steht, ähnlich wie bei der koreanischen Produktion Speckles (2011), der Lebensweg eines einzelnen prähistorischen Tieres. Erzählt werden die Abenteuer von Patchi, des jüngsten Sohnes des Alphapärchens einer Pachyrhinosaurus-Herde, im heiteren Plauderton durch zwei Off-Stimmen – der eigenen sowie der von Alex, eines Urvogels der Gattung Alexornis.
Wiederkehrende Motive sind die Konkurrenz zu Patchis großem Bruder Bruto (orig.: Scowler), die Liebe zu der jungen Artgenossin Juniper und die stets lauernden Fressfeinde wie Gorgosaurier, Hesperonychus u. a.
Zwischen den humorvollen bis lebensbedrohlichen Episoden werden die auftretenden Spezies kurz mit Gattungsnamen und Freßgewohnheiten vorgestellt, ansonsten gibt es wenige Parallelen zur BBC-Doku-Serie.

## Synchronisation
| Rolle         | Spezies          | Originalsprecher | Deutscher Sprecher         |
| ------------- | ---------------- | ---------------- | -------------------------- |
| Patchi        | Pachyrhinosaurus | Justin Long      | Patrick Roche              |
| Alex          | Alexornis        | John Leguizamo   | Otto Waalkes               |
| Juniper       | Pachyrhinosaurus | Tiya Sircar      | Marie Christin Morgenstern |
| Bruto/Scowler | Pachyrhinosaurus | Skyler Stone     | Manuel Straube             |
| Ricky         | Mensch           | Charlie Rowe     | Henry Engels               |
| Onkel Zack    | Mensch           | Karl Urban       | Tobias Kluckert            |
| Jade          | Mensch           | Angourie Rice    | Giulia Roda                |

## Hintergrund
Es handelt sich um einen Familienfilm, der im Gegensatz zur genannten Dokumentation, abgesehen davon, dass Flora und Fauna der Oberen Kreidezeit (Maastrichtium) in etwa dem derzeitigen Stand der Forschung entsprechend dargestellt werden, keinen wissenschaftlichen Anspruch erhebt. Gedreht wurde in Alaska und Neuseeland, die Produktionskosten beliefen sich auf ca. 80 Mio. Dollar, es wurden 126,5 Mio. Dollar eingespielt.
Ähnlich wie in Die Reise der Dinosaurier – Flucht aus dem Eis von 2011 war der Film zunächst ohne – recht umfangreiche – begleitende Erzählung geplant. Diese wurde nachträglich eingefügt.

## Kritik
Zusammenfassend wurden die Animationstechniken gelobt, allerdings führte der gleichlautende Titel mit der rein wissenschaftlich ausgerichteten Serie von 1999 zu Verwirrung.

„Als prähistorische Natur- und Tier-Dokumentation hätte Neil Nightingales und Barry Cooks Film einfach durch seine phantastischen Bilder überzeugen können, aber die Kinoversion der erfolgreichen BBC-TV-Serie ‚Dinosaurier – Im Reich der Giganten‘ gefällt eben nur durch beeindruckende Animationen und lässt auf inhaltlicher Ebene jede Substanz vermissen. Für Erwachsene zu kindisch, für kleinere Zuschauer trotz aller Harmlosigkeit in einigen Szenen zu grausam.“

„Das größte 3D-Ereignis der letzten 70 Millionen Jahre.“